# Noga wykroczna

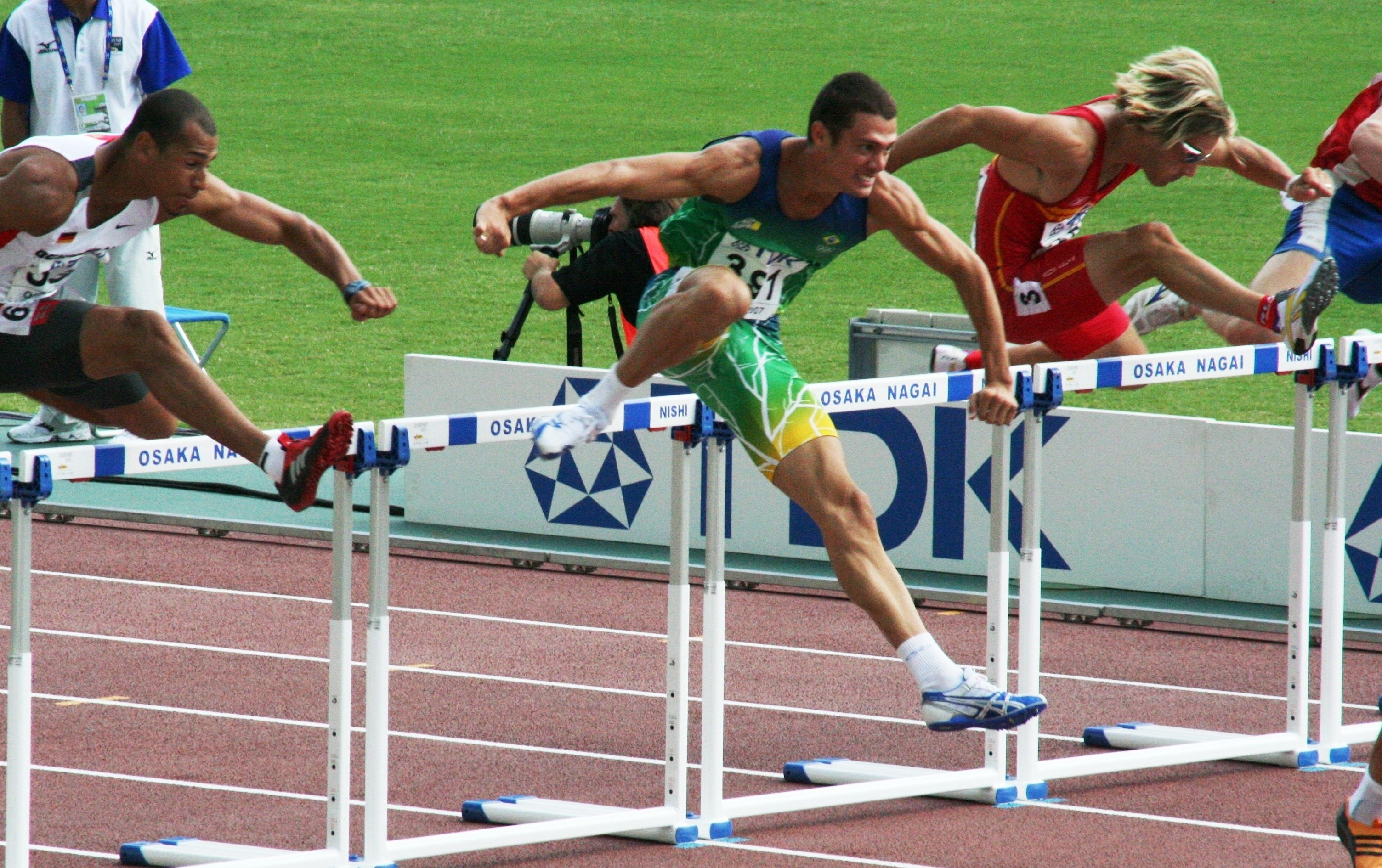
Dla płotkarza po lewej prawa noga jest wykroczną

Wykroczna – w biegach płotkarskich i w biegach przez przeszkody, noga, którą płotkarz atakuje płotek, czyli ta, która jako pierwsza przechodzi przez płotek.